# Auston Trusty
Auston Trusty, né le 12 août 1998 à Media (Pennsylvanie), est un joueur international américain de soccer qui évolue au poste de défenseur central au Celtic FC.

## Biographie

### Parcours en club
Formé au Union de Philadelphie, Auston Trusty part du côté du Steel de Bethlehem pendant un an pour retourner au Union en 2017. Au Union de Philadelphie, il laisse exploser son potentiel mais va être très souvent blessé. En 2020, il signe aux Rapids du Colorado mais il sera de nouveau blessé.
Il s'impose finalement lors de la saison 2021 où il participe à trente-quatre rencontres de Major League Soccer (MLS). Ainsi, le 31 janvier 2022, un accord est trouvé entre les Rapids du Colorado et la formation anglaise de l'Arsenal FC pour un transfert du joueur qui rejoindra sa nouvelle équipe le 17 juillet 2022 pour la saison 2022-2023. Néanmoins, le 15 juillet 2022, il est prêté à Birmingham City en Championship pour la saison 2022-2023.
Le 3 août 2023, Auston Trusty s'engage avec Sheffield United en paraphant un contrat de quatre ans,.

### Parcours en sélection
Auston Trusty est sélectionné avec l'équipe des États-Unis des moins de 20 ans pour participer au championnat de la CONCACAF des moins de 20 ans en 2017. Lors de cette compétition organisée au Costa Rica, il dispute deux rencontres. Les Américains remportent le tournoi en battant le Honduras en finale,.
Il dispute dans la foulée la Coupe du monde des moins de 20 ans organisée en Corée du Sud. Lors du mondial junior, il joue deux matchs et inscrit un but contre la Nouvelle-Zélande en huitièmes de finale. Les Américains sont éliminés en quart de finale par le Venezuela,.
Le 1er mars 2021, il est retenu dans la pré-liste de trente-et-un joueurs pour le tournoi pré-olympique masculin de la CONCACAF 2020 avec les moins de 23 ans, mais Auston Trusty n'est pas retenu dans la liste finale de vingt joueurs.

## Palmarès
États-Unis -20 ans
- Vainqueur du championnat de la CONCACAF des moins de 20 ans en 2017.

 États-Unis
- Vainqueur de la Ligue des nations en 2023.

 Celtic
- Vainqueur de la Coupe de la Ligue écossaise en 2024
- Champion d'Écosse en 2025